# روپله
روپله (به لهستانی:  Ropele) یک روستا در لهستان است که در گمینا چیخانوو واقع شده‌است.